# 실무 언어
실무 언어(working language)는 어떤 단체나 국가의 업무 수행에 사용되는 언어이다. 공용어가 아닌 언어일 수도 있고 공용어중의 소수만 실무 언어일 수도 있다.

## 같이 보기
- 국제보조어
- 공용어
- 링구아 프랑카